# Lupinus pachitensis
Lupinus pachitensis är en ärtväxtart som beskrevs av Charles Piper Smith. Lupinus pachitensis ingår i släktet lupiner, och familjen ärtväxter. Inga underarter finns listade i Catalogue of Life.